# Claudia Amengual
Claudia Amengual (Montevideo, 7 gennaio 1969) è una scrittrice e traduttrice uruguaiana.

## Opere
- Juliana y los libros, 2020 (novela)
- El lugar inalcanzable, 2018 (novela)[1]
- Cartagena, 2015 (novela)[2]
- El rap de la morgue y otros cuentos, 2013 (cuentos)[3]
- Rara avis. Vida y obra de Susana Soca, 2012 (ensayo)
- Falsas ventanas, 2011 (novela)[4]
- Nobleza obliga, desde 2010 (columnas periodísticas en la revista Galería)
- Diez años de Arquitectos de la Comunidad, 2010 (institucional)
- Más que una sombra, 2007 (novela)[5]
- Desde las cenizas, 2005 (novela)
- El vendedor de escobas, 2002 (novela)
- La rosa de Jericó, 2000 (novela; editorial Doble Clic)[6]